# Bom dẫn đường bằng laser

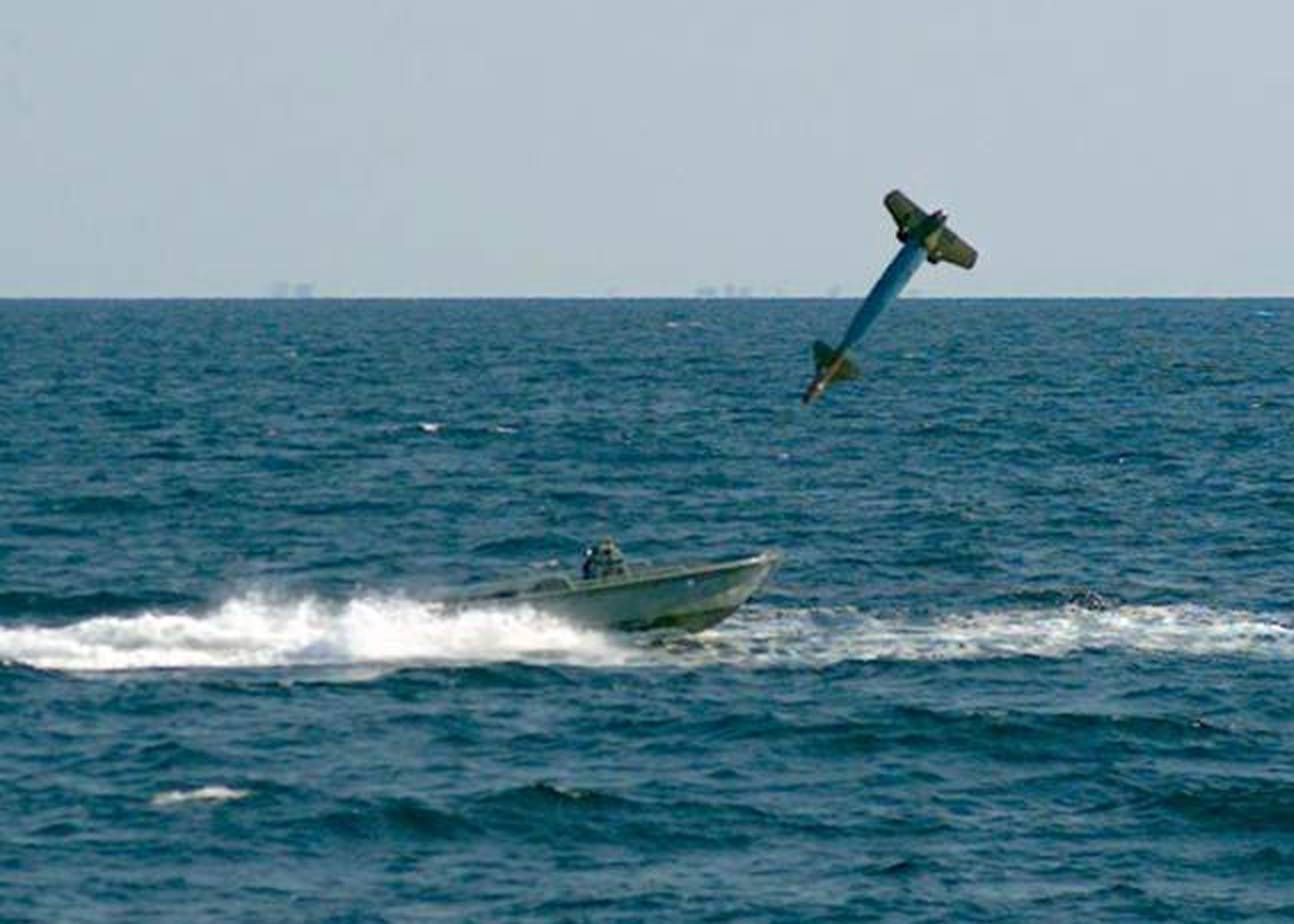
GBU-10 ngay trước khi đâm vào một chiếc thuyền nhỏ trong một bài tập huấn luyện.

Bom dẫn đường bằng laser (tiếng Anh: laser-guided bomb; viết tắt là LGB) là một loại bom dẫn đường có điều khiển tự dẫn bằng tia laser để diệt mục tiêu với độ chính xác cao. Lần đầu tiên được phát triển bởi Hoa Kỳ trong Chiến tranh Việt Nam, bom dẫn đường bằng laser nhanh chóng chứng tỏ giá trị của chúng trong các cuộc tấn công chính xác vào các mục tiêu khó. Bom dẫn đường bằng laser là bom tự dẫn bán chủ động, phải được chỉ thị chính xác và xác định mục tiêu bằng bức xạ laser từ các thiết bị được đặt trên phương tiện bay có hoặc không có người lái, cũng có thể từ các thiết bị laser được đặt trên mặt đất. Ngày nay, bom dẫn đường bằng laser là một trong những loại bom dẫn đường dẫn đường phổ biến và rộng rãi nhất, được nhiều lực lượng không quân trên thế giới sử dụng.

## Lịch sử
Bom dẫn đường bằng laser được Mỹ nghiên cứu, chế tạo từ những năm 60 của thế kỷ 20 và đưa vào trang bị năm 1965 (loại LGB Paveway I), năm 1977 (loại LGB Paveway II) và năm 1981 (loại LGB Paveway III) cho cả Không quân và Hải quân Mỹ.
Nga có bom dẫn đường bằng laser KAB-1500. Bom dẫn đường bằng laser còn có trong trang bị của Không quân Anh và các nước NATO, Israel, Úc, Thái Lan, Hàn Quốc, Đài Loan,...
Trong Chiến tranh Việt Nam, từ cuối năm 1971, Không quân Mỹ bắt đầu dùng bom dẫn đường bằng laser đánh phá các mục tiêu quan trọng của ta ở Quân khu 4 và sau đó trên toàn miền Bắc Việt Nam.
Bom dẫn đường bằng laser được cải tiến từ các loại bom phá thông thường như Mk 82, Mk 83, Mk 84, Mk 86, M-118...; 2 loại bom dẫn đường bằng laser thường được sử dụng là: Mk 84 (nặng 907 kg) và Mk 86 (nặng 1.360 kg), trang bị cho hầu hết các loại máy bay chiến thuật của Mỹ như F-4, F-111, A-4, A-6, A-7,...
Trong Chiến tranh Vùng Vịnh 1991, bom dẫn đường bằng laser có cánh lái khí động, được trang bị rộng rãi cho các máy bay chiến đấu của Mỹ và liên quân sử dụng trong chiến đấu với hiệu suất cao, góp phần quan trọng tạo ra diện mạo mới - chiến tranh công nghệ cao cho cuộc chiến này; theo số liệu của Mỹ, đã có gần 10.000 quả bom dẫn đường bằng laser được sử dụng và đạt hiệu quả diệt mục tiêu tới 80% (so với khoảng 60% trong thời kì Chiến tranh Việt Nam).

## Tác dụng
Bom dẫn đường bằng laser là loại vũ khí lợi hại để đánh các mục tiêu điểm, được sử dụng trong điều kiện thời tiết tốt, quang mây, nhìn rõ mục tiêu và vào thời gian thường 9-16 giờ trong ngày. Biện pháp đối phó với các loại tên lửa, bom, đạn dẫn bằng laser trong trường hợp này là kết hợp thiết bị báo động với hệ thống tự động xả khói ngụy trang khi mục tiêu bị lộ ra dưới bức xạ laser và hệ thống dò nguồn bức xạ laser để có thể hạn chế hiệu quả của các thiết bị chiếu xạ lade từ trên không hoặc trên mặt đất. Ngoài ra, còn có thể dùng mục tiêu giả để đánh lạc hướng các loại bom và tên lửa dẫn bằng laser, làm chúng bay lệch tới khu vực cách xa mục tiêu thật.

## Ngày nay
Hiện nay, bom dẫn đường bằng laser tiếp tục được nghiên cứu phát triển và sử dụng rộng rãi như mọi loại vũ khí công nghệ cao khác có hiệu quả trong các cuộc chiến tranh trên thế giới cuối thế kỷ 20, đầu thế kỷ 21 vừa qua. Hiện tại, bom dẫn đường bằng laser là một trong những loại vũ khí chính xác được sử dụng phổ biến nhất trên thế giới, trong đó có Không quân Nga, Mỹ, Pháp và Anh.
Ấn Độ là nước đầu tiên của châu Á sản xuất thành công loại bom này.